# أنقليس ثعباني مبتسم
أنقليس ثعباني مبتسم (الاسم العلمي: Ichthyapus selachops) هو نوع من الأنقليس، يتبع فصيلة الأنقليس الثعباني.